# 新常态 (中华人民共和国)
新常态是中国共产党中央委员会总书记习近平提出的中国经济政策概念。“新常态”这个概念最先由中共中央总书记习近平在2014年5月考察河南省时提出，并在当年11月的亚太经合组织（APEC）工商领导人峰会上系统阐述这个概念。普遍认为，新常态已经是中国领导层的经济政策纲领。

## 背景

### 经济下行压力
2012年后，中国宏观经济面临巨大的下行压力。数量层面，中国国内生产总值年增长率出现下跌迹象。除了2009年因为2008年金融危机的影响，长久以来中国一直保持着高速的经济增长。但是经济增长在2012年出现颓势，GDP的年增长率跌破8%。质量层面，许多人认为依赖财政政策刺激和过度使用生态资源的中国经济难以维持长期、可持续的经济增长，且过去的经济政策、改革也遗留了产能过剩、“国进民退”、贫富差距扩大等问题。普遍认为，中国经济面对“硬着陆”的风险和各类历史遗留问题的困扰，需要领导层为经济增长注入新的活力。

### 习近平执政
2012年是中国共产党的换届年。习近平在年底的中共十八届一中全会上当选中国共产党的最高领导人——中央委员会总书记和中央军事委员会主席，执掌最高权力，并在在第二年年初的第十二届全国人大一次会议上当选国家主席（名义上的国家元首），标志着中共第五代中央领导集体的正式形成和掌权。普遍认为，习近平在成为最高领导人后表达出强烈、广泛的改革意向，以期通过重启、扩大经济领域的改革开放来巩固、增强中国共产党的执政合法性。
习近平在2013年3月从胡锦涛手中接任中央财经工作领导小组组长一职，该小组是中共中央经济工作的议事协调机构，被认为是中国经济决策领域的主要权力机构。其后在2016年，建立起足够政治威信的习近平获得“领导核心”的称号，并进一步掌握经济决策方面的权力。

### 刘鹤的思想
时任中共中央财经领导小组办公室主任的刘鹤被视作中央最高领导层，尤其是习近平本人的重要经济智囊、顾问。据说，刘鹤是是“新常态”概念的幕后建构者。此外许多人认为新常态的重点内容和刘鹤此前的学术观点、政策主张一脉相传。

## 涵义
官方将新常态定义为新形势下中国经济发展的模式，具备“经济增长速度从高速降为中高速”、“经济结构（城乡区域差距、经济产业结构）优化”和“增长动力由投资转为创新”三个特点。

## 经济增长
|        | 政府工作报告设定的GDP年增长率目标（%） | 实际的GDP年增长率（%） | 人均名义GDP（美元计） |
| ------ | -------------------------------------- | ---------------------- | --------------------- |
| 2012年 | 7.5左右                                | 7.86                   | 6,301                 |
| 2013年 | 7.5左右                                | 7.77                   | 7,020                 |
| 2014年 | 7.5左右                                | 7.43                   | 7,636                 |
| 2015年 | 7左右                                  | 7.04                   | 8,016                 |
| 2016年 | 6.5—7                                  | 6.85                   | 8,094                 |
| 2017年 | 6.5左右                                | 6.95                   | 8,817                 |
| 2018年 | 6.5左右                                | 6.75                   | 9,905                 |
| 2019年 | 6—6.5                                  | 5.95                   | 10,144                |
| 2020年 | 未设定                                 | 2.35                   | 10,409                |
| 2021年 | 6以上                                  | 8.11                   | 12,556                |
| 2022年 | 5.5左右                                | 3.00                   | 12,741                |
| 2023年 | 5左右                                  |                        |                       |

## 观点
中国政府智囊认为新常态是中国经济发展的正常的阶段，新的增长动力和环境会在新常态中产生，不必对经济增速的下滑过分担忧。
张木生说“不要用简单的新常态来掩盖我们所面临的巨大问题，现在有断崖式崩塌的危险”。
新常态实际上说明中国共产党和政府在无法实现长期、高速的经济增长后，被迫接受的现实，而非主动做出的经济政策调整。